# 2421 Nininger
2421 Nininger је астероид. Приближан пречник астероида је 38,89 ,
а средња удаљеност астероида од Сунца износи 3,235 астрономских јединица (АЈ).
Инклинација (нагиб) орбите у односу на раван еклиптике је 10,187 степени, а орбитални период износи 2125,627 дана (5,819 година). Ексцентрицитет орбите астероида износи 0,046.
Апсолутна магнитуда астероида износи 10,80 а геометријски албедо 0,055.
Астероид је откривен 17. октобра 1979. године.